# Whitey Ford
Pour les articles homonymes, voir Ford (homonymie).
Edward Charles Ford, dit Whitey Ford, né le 21 octobre 1928 à Astoria (New York, État de New York) et mort le 8 octobre 2020 à Lake Success (État de New York), est un joueur américain de baseball qui a joué toute sa carrière avec les Yankees de New York en Ligue majeure de baseball. 

## Carrière
Whitey Ford a passé 16 saisons avec les Yankees et a gagné 236 parties contre 106 défaites, soit un pourcentage de victoires de 69,0 %. Ce pourcentage est le troisième meilleur pourcentage  de l'histoire des Ligues majeures parmi les lanceurs à la retraite. Si l'on inclut les lanceurs en activité, Ford se classe 4e après Al Spalding, Spud Chandler et Pedro Martinez.
Whitey Ford a joué pour les Yankees des années 1950 et des années 1960 et a participé 13 fois aux Séries mondiales, pour un bilan de 10 victoires et 8 défaites en 22 présences. Les Yankees ont remporté 7 de ces 13 séries. En 1961, il a remporté le trophée Cy Young avec 25 victoires contre 4 défaites, et 209 retraits sur les prises. Lors de la Série mondiale, il a gagné deux matchs, dont un match complet sans accorder de point. À la fin de la série, il fut élu le joueur par excellence de la Série mondiale.
À l'époque où Whitey Ford évoluait, il n'y avait pas de frappeur désigné dans la Ligue américaine. Le lanceur a donc enregistré plus de 1000 présences au bâton, frappant dans une moyenne de 0,173 avec 19 doubles, aucun triple, 3 circuits et 69 points produits en 16 saisons.

### Faits marquants
- 4e meilleur pourcentage de victoires de l'histoire des Ligues majeures.
- Vainqueur du Trophée Cy Young en 1961
- Joueur par excellence de la Série mondiale en 1961.
- Meilleure moyenne de points mérités pour un lanceur partant depuis 1920.
- Plus grand nombre de victoires chez les lanceurs dans l'histoire des Yankees de New York.
- Au moment de sa 100e victoire il n'avait que 36 défaites (pour un pourcentage de victoires de 73,53 %, le meilleur de tout le XXe siècle).

## Culture populaire

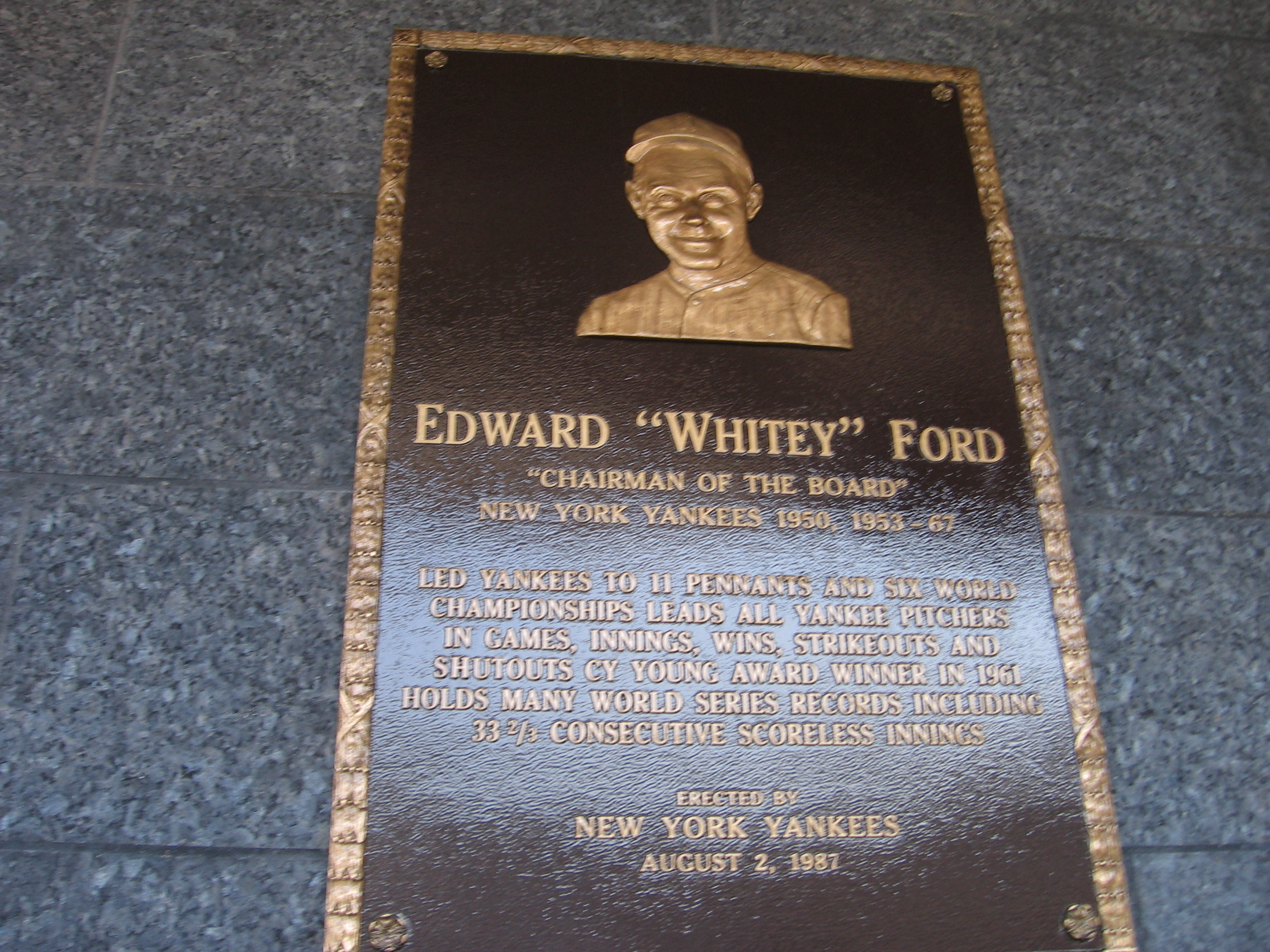
Plaque commémorative de Whitey Ford au Yankee Stadium.

- En 1977, Whitey Ford a fait partie de l'équipe de commentateurs pour la diffusion télévisée du premier match de l'histoire des Blue Jays de Toronto.

- En 1994, une route de Mississauga, Ontario, au Canada, a été nommée en l'honneur de Whitey Ford. Appelée Ford Road, cette artère fait partie d'une série de rues au centre-nord de Mississauga qui portent le nom d'anciens joueurs de baseball.

- Whitey Ford est mentionné dans l'épisode des Simpson intitulé The Twisted World of Marge Simpson, diffusé la première fois le 19 janvier 1997.

- Le musicien Everlast a nommé un album Whitey Ford Sings The Blues en 1998. Depuis, il se fait à l'occasion surnommer Whitey Ford, White E. Ford ou tout simplement Whitey. Un autre de ses albums, paru en 2000, s'intitulait Eat at Whitey's.

- Le rappeur Eminem a lui aussi créé une musique dédiée à Whitey Ford avec son titre I remember sur l'album Hits And Unreleased.

## Statistiques en carrière
| Statistiques de lanceur |            |            |     |     |     |     |    |        |      |      |
|                         |            |            | G   | GS  | W   | L   | SV | IP     | SO   | ERA  |
| Totaux                  | 16 saisons | 16 saisons | 498 | 438 | 236 | 106 | 10 | 3170.1 | 1956 | 2,75 |